# I'll Be Yours
I'll Be Yours é um filme de comédia musical estadunidense dirigido por William A. Seiter e estrelado por Deanna Durbin. Baseado na peça A jó tündér de Ferenc Molnár, o filme foi lançado em 2 de fevereiro de 1947 pela Universal Pictures.
O filme The Good Fairy de  1935, dirigido por William Wyler e estrelado por Margaret Sullavan e Herbert Marshall, também foi baseado na peça de Molnár.

## Elenco
- Deanna Durbin como Louise Ginglebusher
- Tom Drake como George Prescott
- William Bendix como Wechsberg
- Adolphe Menjou como J. Conrad Nelson
- Walter Catlett como Sr. Buckingham
- Franklin Pangborn como Barbeiro
- William Trenk como Capitão
- Joan Shawlee como Loira
- John Phillips como Bandido

## Números musicais
Todas as músicas são cantadas por Deanna Durbin.
- "Granada" – letra e música de Agustín Lara
- "It's Dream Time" – por Walter Schumann (música) e Jack Brook (letra)
- "Cobbleskill School Song" – por Walter Schumann (música) e Jack Brook (letra)
- "Love's Own Sweet Song" – por Emmerich Kalman (música) e Catherine Chisholm Cushing e E. P. Heath (letra)
- "Sari Waltz"
- "Brahms' Lullaby" – por Johannes Brahms